# Pays tchèques

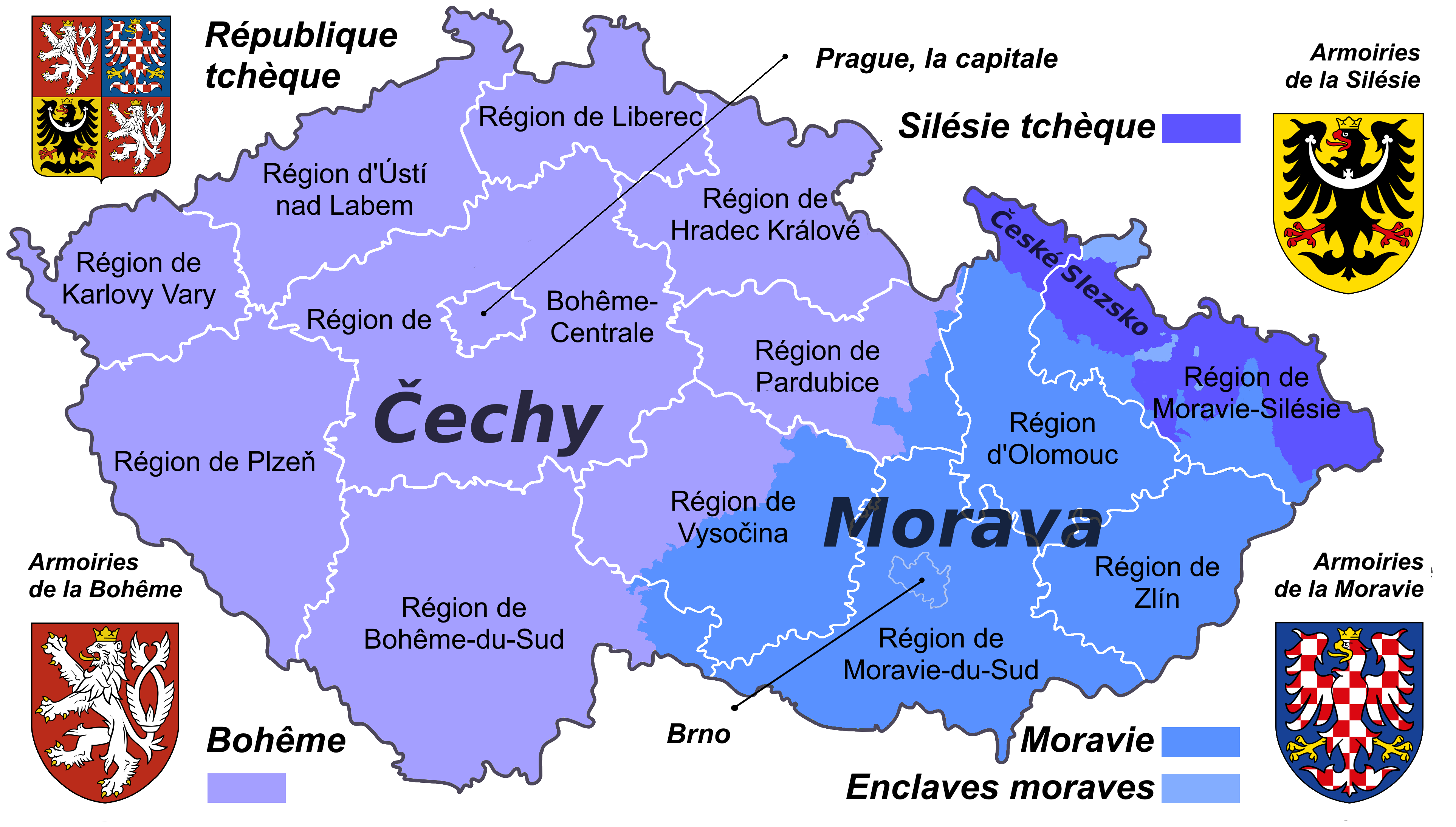
Pays tchèques historiques par rapport aux régions administratives actuelles.

Les Pays tchèques (en tchèque : České země prononcé : [ˈtʃɛskɛː ˈzɛmɲɛ]) sont les trois régions historiques d'Europe centrale peuplées majoritairement par des Tchèques : la Bohême, la Moravie et la Silésie tchèque, qui ont successivement été, ensemble :
- des parties du royaume slave de Grande Moravie ;
- des composantes du Saint-Empire romain germanique (jusqu'en 1806) ;
- des possessions des Habsbourg (au sein du Saint-Empire depuis 1526 et hors de celui-ci de 1806 à 1918) notamment en tant que :
  - composantes de l'empire d'Autriche (de 1806 à 1867) et
  - composantes autrichiennes de l'Autriche-Hongrie (de 1867 à 1918) ;
- des parties de la première république tchécoslovaque (de 1918 à 1939 et de 1945 à 1948) ;
- des parties de l'Allemagne nazie en tant que « protectorat du Reich » (de 1939 à 1945) ;
- des parties de la Tchécoslovaquie communiste (de 1948 à 1989) ;
- des parties de la Tchécoslovaquie fédérale (de 1989 à 1992) ;
- et enfin de la Tchéquie depuis le 1er janvier 1993.

Pendant la plus grande partie de leur histoire, les pays tchèques ont formé un royaume créé par les Přemyslides au XIIe siècle et nommé « Couronne de Bohême » (země Koruny české), intégré dans le Saint-Empire romain germanique, reconnu par l'empereur Charles IV au XIVe siècle, et comptant, selon les époques, le duché de Bohême, le margraviat de Moravie, la Basse-Silésie, la Haute-Silésie, la Basse-Lusace et la Haute-Lusace. Après les Přemyslides, les souverains de Bohême ont été des Luxembourg, des Jagellon, des Corvinides et finalement des Habsbourg qui ont régné jusqu'en 1918.

## Dénominations
La traduction officielle du terme Česko est « Tchéquie ». Sous les première et seconde républiques tchécoslovaques, les Pays tchèques sont couramment appelés « régions historiques », notamment au regard de la Slovaquie (qui ne constituait pas une région historique autonome au sein du royaume de Hongrie).

## Histoire
Au Xe siècle et au XIe siècle, alors que décline le royaume de Grande-Moravie pendant les invasions hongroises de l'Europe (en), la dynastie tchèque des Přemyslides fonde le duché de Bohême. S'alliant avec les rois de Francie orientale, les Přemyslides vainquent la noblesse tchèque réticente et étendent leur domination vers l'Est, sur la Moravie voisine. En 1198, le duc Ottokar Ier de Bohême reçoit le titre de roi par l'antiroi germanique Philippe de Souabe. À son royaume de Bohême, se rattache le margraviat de Moravie, fondé en 1182, ainsi que le territoire de Kłodzko (en) (futur comté de Glatz). À partir de la seconde moitié du XIIIe siècle, à l'invitation du roi, des Allemands viennent coloniser les montagnes de la zone frontalière ; certains s'installent à Prague à partir du XIVe siècle et vivent aux côtés des Tchèques. Pendant les siècles suivants, alors que la Couronne de Bohême (Bohême-Moravie, Silésie, Lusace) fait partie du Saint Empire romain germanique, la noblesse tchèque (joupans, voïvodes, boyards, knèzes) se germanise et, lorsque la Couronne échoit aux Habsbourg au XVIe siècle, finit par devenir autrichienne (barons, marquis, comtes, princes). À partir de la seconde moité du XVIIIe siècle, le mouvement de la renaissance tchèque, initialement inclus dans l'austroslavisme, réhabilite la culture tchèque et finit par obtenir, à la faveur de la dislocation de l'empire austro-hongrois, l'indépendance de la Tchécoslovaquie.
Les anciens pays de Moravie et de Silésie tchèque ont été fusionnés par la première république tchécoslovaque en une province commune, la Moravie-Silésie (zeme Moravskoslezska - chef-lieu à Brno) ; il y en avait quatre autres : la Bohême (Čechy - Prague), la Slovaquie occidentale (západní Slovensko - Bratislava), la Slovaquie orientale (východní Slovensko - Košice) et la Ruthénie (podkarpatská Rus - Oujhorod). En 1960, avec la création des dix régions tchécoslovaques, la Silésie tchèque n'avait plus d'existence administrative. Aujourd'hui la plus grande partie de la Silésie tchèque est incluse dans la région de Moravie-Silésie (Moravskoslezský kraj) dont elle constitue les trois quarts.

## Cartes

L'État tchèque au XIe siècle, en tant que duché de Bohême (en vert), au sein du Saint-Empire romain germanique (vert clair).
Pays tchèques, en tant que territoires de la couronne de Bohême (en rouge), au XVIIe siècle au sein du Saint Empire romain germanique.
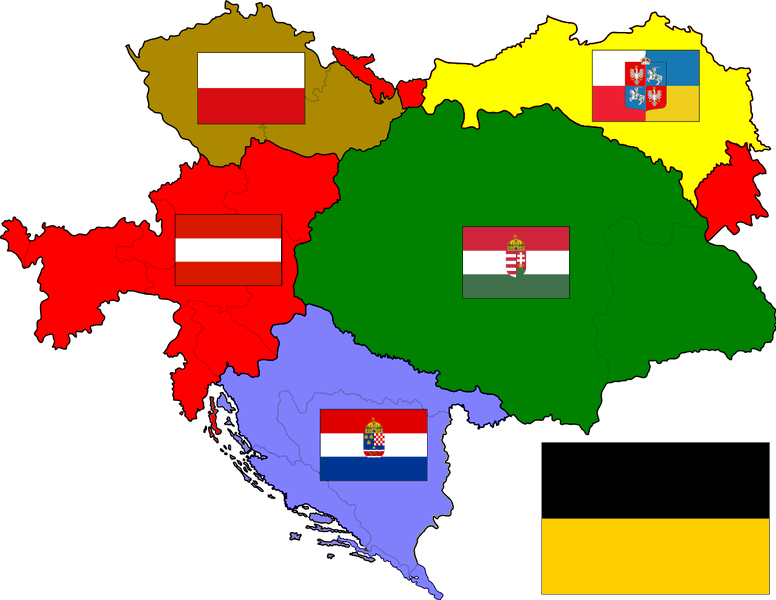
Projet de réforme austroslaviste de François-Ferdinand d'Autriche avec cinq royaumes égaux dont la « couronne de Bohême-Moravie » en marron[4].
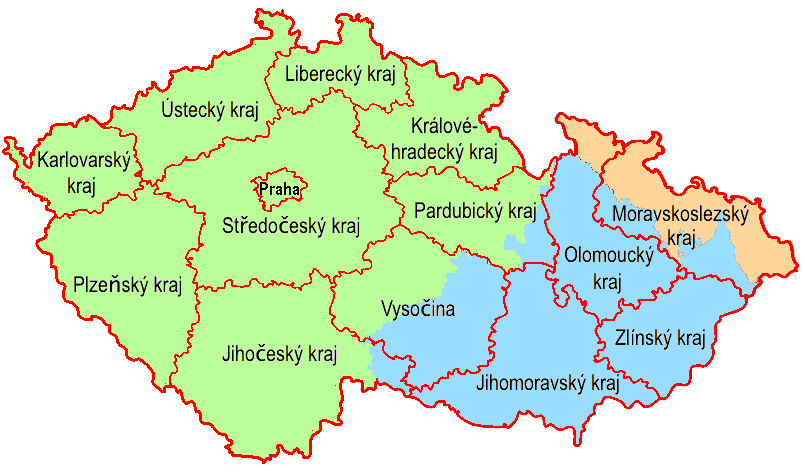
Pays historiques de Bohême (vert), de Moravie (bleu) et de Silésie tchèque (orange) ; en rouge les limites des régions administratives actuelles de la République tchèque.

## Armoiries

Couronne de Bohême (jusqu'en 1635)[α].
Armoiries de la Bohême.
Armoiries de la Moravie.
Silésie.
Grandes armoiries de la Tchéquie moderne[β].